# Tresterbrand

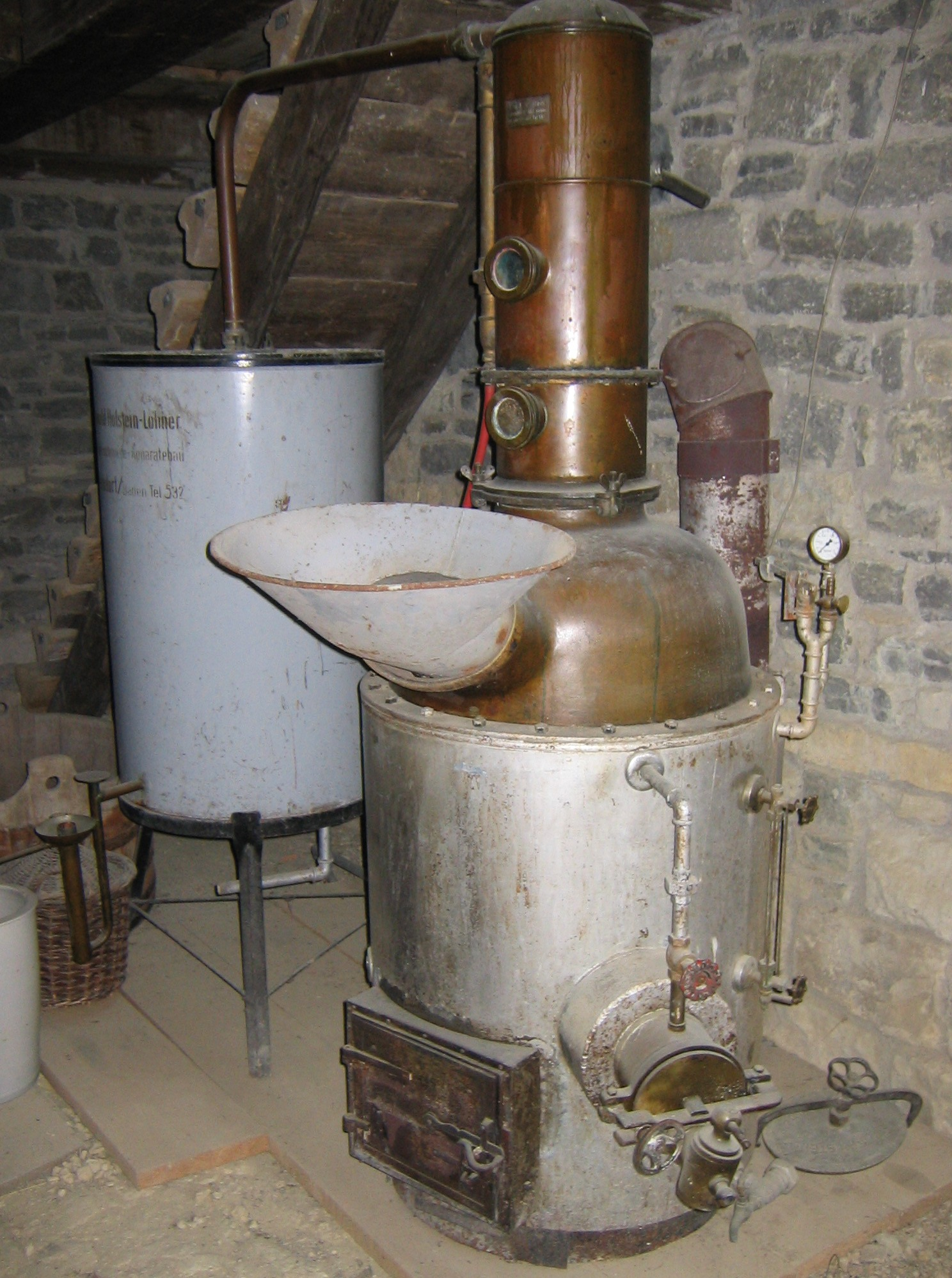
Schnapsbrennkessel

Tresterbrand ist eine Spirituose, die aus vergorenem Traubentrester destilliert wird, also den Press-Rückständen der eingemaischten Trauben (einschließlich Schalen, Kernen und teilweise Stängeln).

## Geschichte
Die Herstellung von Tresterbrand basiert auf der Herstellung von Wein einerseits und der Kunst der Destillation andererseits. 
Während die Weinherstellung wesentlich älter ist, geht man davon aus, dass die Destillationskunst im persischen Raum entdeckt wurde. Berichte über erste einfache Destillationsgeräte stammen z. B. aus dem Jahr 400 n. Chr. (Zosimos von Panopolis). Insbesondere im arabischen Raum hat sich die Destillationskunst für medizinische Zwecke schnell verbreitet.
Um das 11. Jahrhundert, mit Beginn der Kreuzzüge, brachten Gelehrte diese neue Technik nach Italien, wo sie insbesondere durch die Jesuiten verbreitet wurde. Aus derselben Zeit stammen auch erste Dokumente, die die Destillation von Wein beschreiben. Im Jahre 1451 wird erstmals Grappa erwähnt: Ein piemontesischer Notar hinterließ seinen Nachfahren u. a. einen Keller mit einer Destillationsanlage und größeren Mengen an „aquavit“ bzw. „grape“.
Im Mittelalter galt der Tresterschnaps selbst als Arme-Leute-Getränk, was sicherlich auch auf die nicht optimierten Destillationstechniken zurückzuführen ist: durch die direkte Befeuerung konnte der Trester anbrennen.
Der schlechte Ruf von Tresterbränden ist vermutlich auch der Grund, warum der Tresterschnaps im 1507 verfassten Standardwerk der Destillation „Liber de arte distillandi“ von Hieronymus Brunschwig nicht genannt wurde. Erste Vorschriften für die Herstellung von Tresterdestillaten stammen erst aus dem Jahr 1636, als diese jedoch noch abfällig als „Rohstoffe mit Alkoholbasis“ bezeichnet werden.
Um 1800 schließlich wurde die Destillation mit indirekter Befeuerung erfunden, d. h. erst ab diesem Zeitpunkt war eine schonende Destillation unter Zuhilfenahme eines Wasserbades möglich, die als Grundvoraussetzung für moderne Tresterbrände gilt.
Durch weitere technische Optimierung des Destillationsprozesses fanden Tresterbrände dann ab Mitte des 20. Jahrhunderts langsam auch Anerkennung weltweiter Feinschmecker und erlangten weltweite Bekanntheit und Verbreitung. Grappa wurde etwa in Deutschland zu einer Modespirituose.

## Bezeichnungen

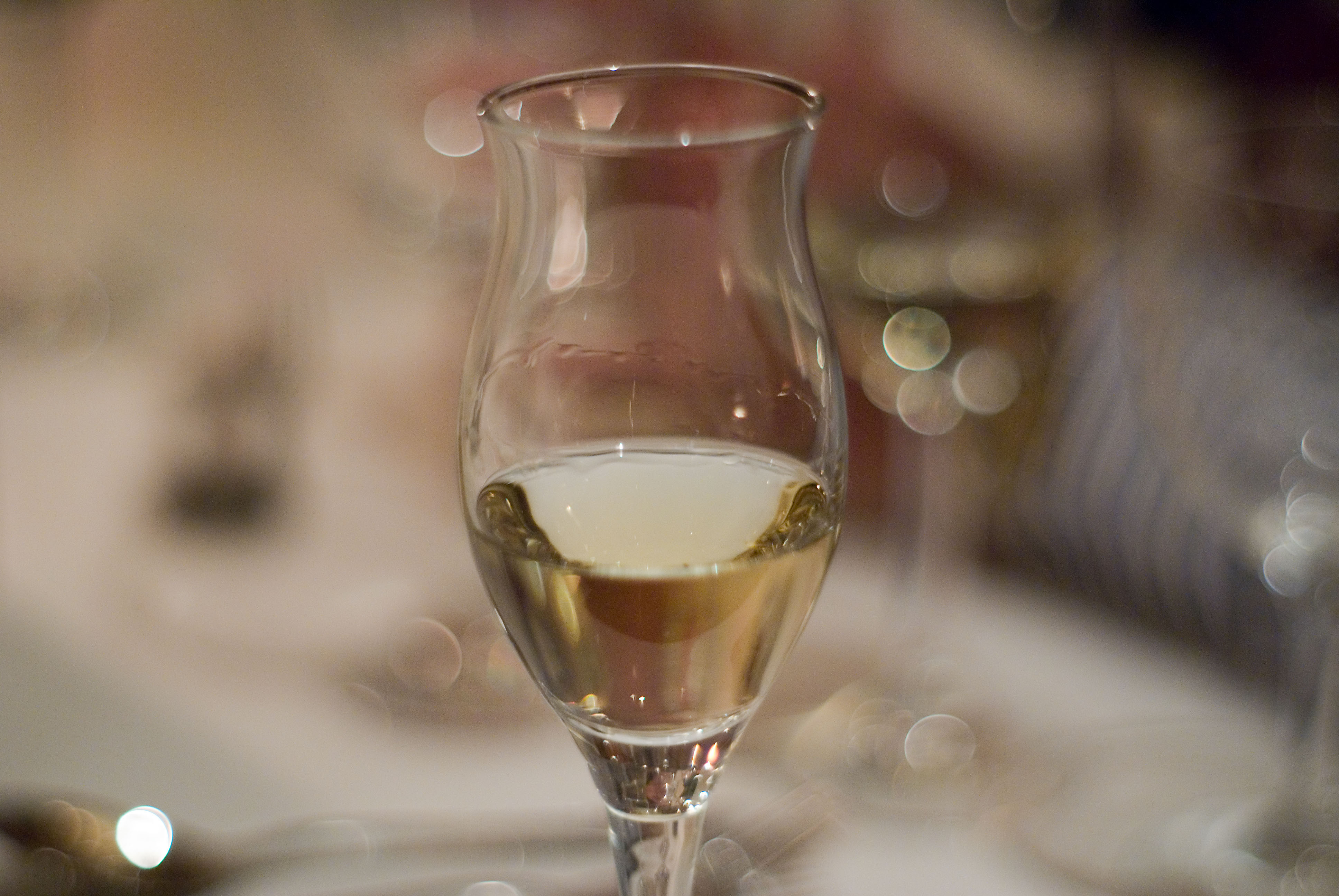
Ein Glas Grappa

Tresterbrände sind je nach Herkunftsregion unter verschiedenen weiteren Namen bekannt, insbesondere:
- Deutschland: Trester, Tresterbrand oder Tresterschnaps
- Österreich: Trebern oder Trebener
- Schweiz: Grappa, Marc, selten Träsch
- Frankreich: Marc, z. B. Marc de Champagne
- Georgien: Tschatscha
- Griechenland, Makedonien: Tsipouro
- Italien: Grappa
- Kreta: Tsikoudia/Rakí (nicht zu verwechseln mit dem türkischen Rakı)
- Bulgarien: Rakija
- Kroatien/Montenegro/Serbien/Bosnien und Herzegowina: komovica, комова ракија/комовица
- Libanon/Syrien/Israel/Jordanien: Arak, meist mit Anis aromatisiert
- Luxemburg: Trester oder Marc
- Portugal: Bagaceira (auch Bagaço)
- Russland: Kisljarka
- Spanien: Orujo / Katalonien: Marc de Cava
- Ungarn: Törkölypálinka oder Törköly
- Zypern: Zivania

Ähnlich, aber auf anderen Zutaten basierend, sind Traubenbrände wie der Pisco und der Acquavite d'uva.
Besonders geeignet für die Produktion sind die Pressrückstände von Süßweinen, da diese einen hohen unvergorenen Zuckergehalt aufweisen.